# Arnkielpark

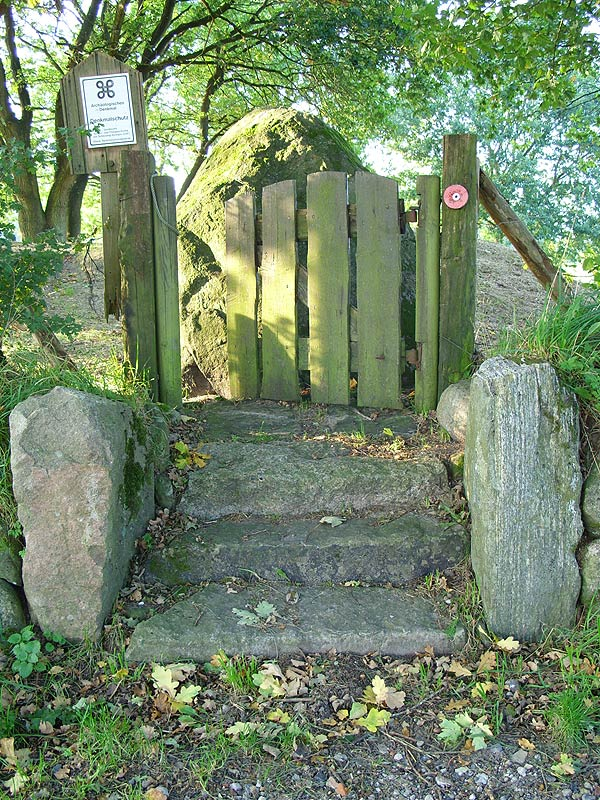
Arnkielpark (Eingang)

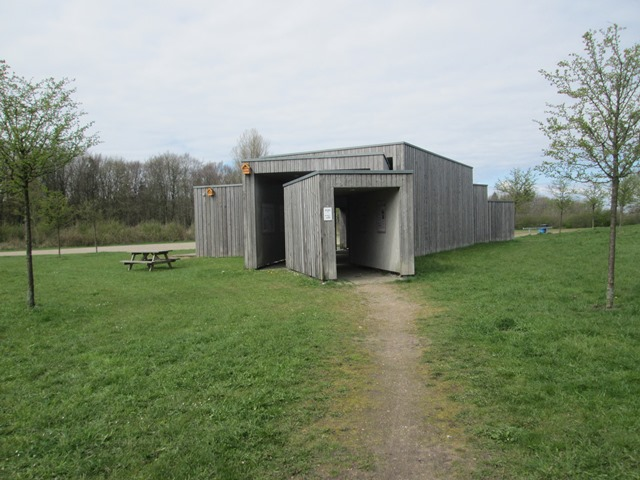
Info-Pavillon im Arnkielpark

Der Arnkielpark ist eine archäologische Freilichtanlage in Munkwolstrup, einem Ortsteil der Gemeinde Oeversee in Schleswig-Holstein. 

## Hintergrund
Der Arnkielpark liegt etwa acht Kilometer südlich von Flensburg, nahe der B 76. Im 19. Jahrhundert wurden die Großsteingräber bei Munkwolstrup als Steinbrüche genutzt und größtenteils zerstört. Anfang der 2000er Jahre wurde der Arnkielpark eingerichtet. Im Jahre 2003 wurde die Rekonstruktion der bis zu 75 Meter langen Anlagen erfolgreich abgeschlossen. Dazu wurden auch 160 bis zu 3 Tonnen schwere Findlinge aus einer nahe gelegenen Kiesgrube verwendet. Heute stehen sie unter Denkmalschutz. Der Park wurde benannt nach dem Apenrader Magister, Propst und Altertumsforscher Troels (Trogillus) Arnkiel (1638–1712). Er beschrieb 1690 auf seiner Ochsenweg-Wanderung einige der Anlagen ausführlich. Im Jahre 1702 erschienen sein Buch Die Cimbrische Heydenreligion.

## Bestand

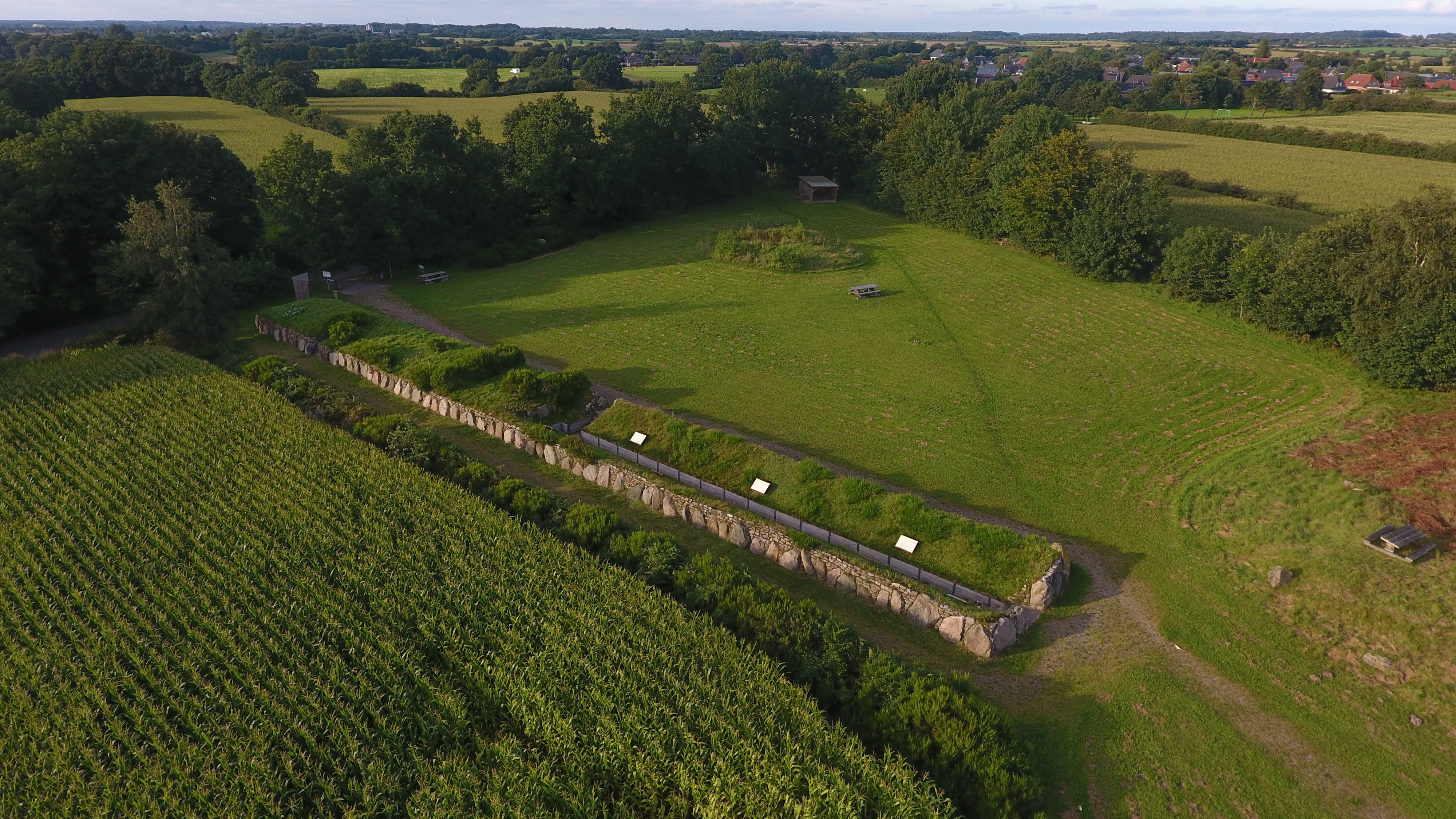
Luftbild vom Arnkielpark in Munkwolstrup

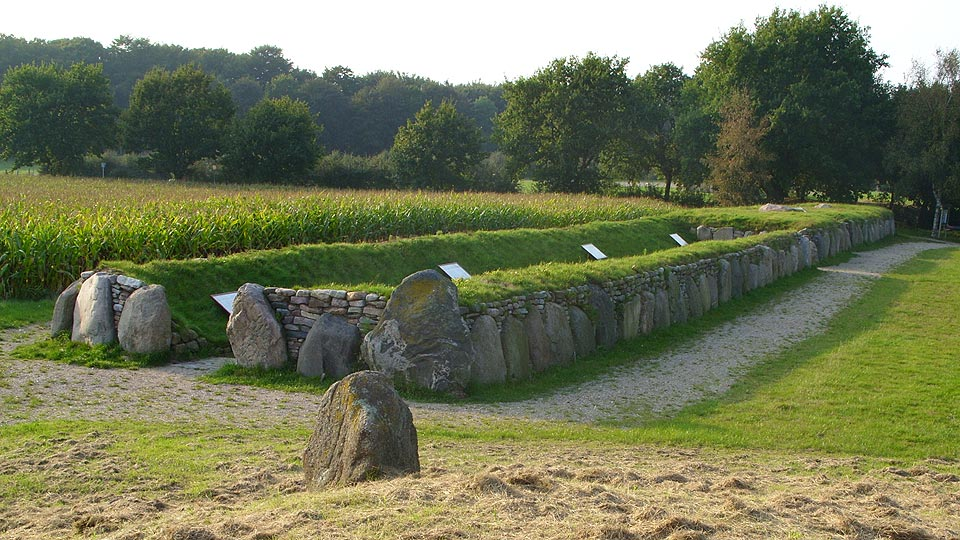
Restauriertes Hünenbett LA 31 im Arnkielpark

Auf dem Gelände befinden sich ein Rundhügel und sechs Großsteingräber, darunter ein rekonstruiertes Hünenbett. Die Megalithanlagen der Trichterbecherkultur (TBK) entstanden zwischen 3500 und 2800 v. Chr. 
An der südlichen Dorfzufahrt waren lange Zeit mit Gras und Buschwerk bewachsene Hügel und wenige Randsteine erkennbar, die zu sechs von ehemals sieben, schlecht erhaltenen Megalithanlagen gehören. Nahezu sämtliche Steine dieser Denkmale wurden im 18. und 19. Jahrhundert entfernt. Sie wurden für den Straßenbau, ein Österreichdenkmal und schließlich beim Wiederaufbau des um 1788 durch Brände fast zerstörten Dorfes Munkwolstrup verwendet.
Elf Ursprungsteine blieben am großen Langhügel von Munkwolstrup 1 erhalten. Die Umrahmung bestand ehemals aus 132 Findlingen (1,5 bis 2,5 t). Diese größte Anlage (LA 31) mit der Sprockhoff-Nr. 25 ist das ab 2003 rekonstruierte, 75 m lange Hünenbett mit zwei Kammern, das 2004 der Öffentlichkeit vorgestellt wurde. Es ist nach dem Hünenbett von Waabs-Karlsminde, restauriert in der Gemeinde Waabs bei Eckernförde, das zweite wieder aufgebaute Monument dieser Art in Schleswig-Holstein.
Unter der Anlage auf einem Gitter von Pflugspuren gefundene Holzkohle wurde auf etwa 3600 v. Chr. datierbar. Das sind 100 Jahre vor der Entstehung der ersten Megalithanlagen im nördlichen Mitteleuropa. Bei den Pflugspuren handelt es sich um einen der ältesten Nachweise des  Pflugackerbaus in Nordeuropa.
Munkwolstrup 7 liegt nördlich des Munkwolstruper Wegs und ist die südlichste der drei Anlagen. Das Nordwest-Südost orientierte trapezoide Hünenbett mit der Sprockhoff-Nr. 31 ist 46,0 Meter lang und 15,5 – 17,0 Meter breit. Die Anlage ist damit erheblich breiter als alle sonstigen Hünenbetten der TBK. Die Erdaufschüttung des Hügels ist relativ gut erhalten. An den Längsseiten finden sich noch einige Steine der Umfassung. Eine Eingrabung in der nördlichen Hälfte markiert den Standort einer Kammer. Eine weitere, kleinere Eingrabung findet sich im südlichen Bereich. Es handelt sich offenbar um das zweite von Troels Arnkiel genannte Grab.
Beiderseits des Weges nach Kleinwolstrup liegen rund 25 Grabhügel. Einige der größeren sind im Gelände klar erkennbar. Südlich des Dorfes liegen zwei Hügel in einem Wall (vgl. Liste der Großsteingräber in Schleswig-Holstein).